# فهرست شاعران سوری
این فهرست شامل شاعرانی است که در سوریه زاده شده‌اند یا تابعیت سوریه را دارند.

## الف
- آدونیس
- نینوس آهو
- نزیه ابو عفش
- امیره ابوالحسن
- عمر ابوریشا
- دارین احمد

## ب
- سلیم برکات
- محمد سلیم برکات

## ج
- بدوی الجبل
- نوری جراح
- نوزاد جعدان

## ح
- احمدعلی حسن
- قسطکی الحمسی

## خ
- یوسف الخال
- خالد خلیفه
- کولیت خوری
- حسن الخیر

## س
- حسن ابراهیم سمعون
- سیریلونا

## ش
- عبدالرحمن الشاغوری
- مقبوله شلق

## ع
- ممدوح عدوان
- نسیب عریضه
- اسد علی
- خلف علی الخلف
- اسامه العمر
- کرایم عوض

## ق
- نزار قبانی
- مهجه قحف

## م
- محمد ماغوط
- نبیل مالح
- فرانسیس مراش
- مریانا مراش
- خلیل مردم بک
- مرام المصری
- عبد المعین الملوحی
- ادوار موسی

## ن
- احلام النصر
- حمیده نعنع
- سلو النعیمی

## و
- رائد وحش

## ه
- خلیل الهنداوی

## ی
- محمد الیعقوبی